# Truskawiec (hromada)
Truskawiec – hromada miejska w rejonie drohobyckim obwodu lwowskiego Ukrainy. Siedzibą hromady jest Truskawiec.
Hromadę utworzono w ramach reformy decentralizacji  w 2020 roku.

## Miejscowości hromady
W skład hromady wchodzą 1 miasto i 7 wsie.

- Truskawiec – miasto, siedziba hromady
- Bystra
- Dobrohostów
- Modrycz
- Orów
- Staniła
- Uliczno
- Zimówki